# Roma in Griechenland
In Griechenland leben offiziell etwa 110.000 Roma, die Zahl wird jedoch auf 200.000 bis 300.000 geschätzt. Die Roma wanderten seit dem Mittelalter von Anatolien nach Griechenland und leben heute zumeist in den Vorstädten Athens oder in Thrakien.

## Geschichte
Die Roma stammen aus dem nördlichen Indien, ihre Sprache Romani ist mit Hindi, Panjabi und Marwari verwandt. Sie sind im Mittelalter aus unbekannten Gründen, wahrscheinlich Hunger und Vertreibung, über Persien und Anatolien nach Europa und Nordafrika gewandert. Wahrscheinlich haben sie sich zu Beginn des 14. Jahrhunderts im heutigen Griechenland niedergelassen. Damals sind die Griechen davon ausgegangen, dass die Roma aus Ägypten kamen, daher wurden sie „Gyftos“ (Γύφτος) genannt (vgl. English Gypsy).
Durch die Diskriminierung durch die griechische Mehrheit waren sie darauf angewiesen, von Dorf zu Dorf zu ziehen. Vom Balkan ausgehend breiteten sie sich über ganz Europa aus.
Unter der Osmanenherrschaft kamen weitere Roma aus Anatolien als Arbeitskräfte. Muslimische Roma (auch als Xoraxane-Roma bezeichnet) wurden im Osmanischen Reich bevorzugt, sodass viele Roma zum Islam konvertierten. Es gibt aber auch orthodoxe Roma und konfessionslose (Zur heutigen Situation siehe Abschnitt zu Religion). Im 16. Jahrhundert gab es antiziganistische Gesetze. Zum einen mussten Roma mehr Steuern als andere Volksgruppen bezahlen, außerdem gab es Heiratsbeschränkungen. Roma wurden als ehl-i fesad (Menschen der Bosheit) bezeichnet und Verbrechen wie Prostitution, Mord, Diebstahl, Landstreicherei und Fälschung beschuldigt.
Im unabhängigen Griechenland bildeten die Roma nach Türken und Juden die größte landesweit verbreitete Minderheit. Sie lebten vornehmlich halbnomadisch oder in ärmeren Stadtteilen der Städte. Sie waren häufig Diskriminierung ausgesetzt, es gab jedoch von der Unabhängigkeit bis zum Zweiten Weltkrieg nie staatliche Maßnahmen gegen die Minderheit.
Im Zweiten Weltkrieg wurde Griechenland von den faschistischen Achsenmächten Italien und Deutschland sowie vom verbündeten Bulgarien besetzt. Alle drei Staaten sowie die faschistische, griechische Marionettenregierung führten eine antiziganistische Politik, die für viele Roma tödlich endete. Vor allem im deutsch besetzten Teil wurden viele Roma ermordet (Porajmos), wobei sich die deutsche Besatzung vor allem auf die Vernichtung der Juden fokussiert hatte, sodass sich die Zahl der Roma nicht wesentlich änderte. Genaue Opferzahlen sind jedoch nicht bekannt. Die Verbrechen gegen Roma im Zweiten Weltkrieg wurden kaum aufgearbeitet und sind in Vergessenheit geraten. Viele Roma, die überproportional in Armut lebten, starben an den Hungerkatastrophen im Zweiten Weltkrieg und im Griechischen Bürgerkrieg.
Seit Kriegsende leben die Roma formal gleichberechtigt in Griechenland, wurden und werden jedoch diskriminiert und in bestimmten Bereichen benachteiligt.

## Sprache
Die Roma sprechen traditionell Romani-Dialekte als Muttersprache, die jedoch keine einheitliche Schriftsprache und erhebliche Differenzen haben. Die Dialekte stammen aus der indoarischen Sprachfamilie und haben Gemeinsamkeiten mit Hindi, Panjabi und Marwari. Arli ist in Griechenland und anderen Südbalkan-Staaten am meisten verbreitet. In Griechenland sind diese stark durch griechische und türkische Einflüsse geprägt. Viele griechische Roma sprechen aber auch Türkisch oder Griechisch als Muttersprache. Früher war Hellenoromani (Romano-Griechisch) bei den griechischen Roma weit verbreitet. Diese Sprache ist weitestgehend ausgestorben und durch das Griechische assimiliert. Nur noch etwa 30 Roma verwenden Hellenoromani als Geheimsprache.
In Griechenland verbreitete Romani-Dialekte:
- Balkan-Romani (auch Balkaniko, nicht zu verwechseln mit Balkanromanisch, jedoch Teil des Balkansprachbunds)
  - Arli (Erli), verbreitet in Thrakien und Makedonien
  - Sepeči, verbreitet in Thrakien
  - Rumelisch-Romani, verbreitet in Thrakien (Rumelien)
  - Prilep, verbreitet in Makedonien
- Hellenoromani (Mischung aus Romani und Griechisch, fast ausgestorben)

| Deutsch                          | Romani (Arli)              |
| -------------------------------- | -------------------------- |
| Guten Morgen.                    | Lačho [o] sabalje.         |
| Guten Tag.                       | Lačho [o] dive.            |
| Gute Nacht.                      | Lačhi [i] rat.             |
| Was ist dein Name?               | Sar si tiro anav?          |
| Mein Name ist Karl.              | Mo anav si Karl.           |
| Schön dich zu treffen!           | Šukar te dikhav tut!       |
| Bist du verheiratet?             | Sijan li romnjakoro?       |
| Ja, ich bin verheiratet.         | Va, me sijum romnjakoro.   |
| Nein, ich bin nicht verheiratet. | Na, me sijum biromnjakoro. |
| Ich habe eine Freundin.          | Me si ma raklija.          |

Anders als in vielen anderen Staaten Europas hat Romani keinen Minderheitsstatus. Viele Dialekte sind vor dem Aussterben bedroht.

## Verbreitung

### Anzahl
Offiziell haben etwa 111.000 Roma eine griechische Staatsbürgerschaft, die Griechische Regierung schätzt eine tatsächliche Anzahl von 200.000 Roma, die Nationale Menschenrechtskommission geht von etwa 250.000 Roma in Griechenland aus, andere Schätzungen reichen bis 350.000 Menschen. Gründe für die ungenauen Angaben sind:
- Roma-Migration aus Nachbarländern wie Nordmazedonien, Bulgarien, Albanien und der Türkei (kein Ethnienzensus, z. T. illegal)
- Zum Teil keine Registrierung bei öffentlichen Behörden
- Verdeckung der Roma-Identität, um sich vor Diskriminierung zu schützen
- Vermischung mit griechischer bzw. türkischer Bevölkerung, Übernahme der griechischen bzw. türkischen Sprache

### Siedlungen
Die Roma in Griechenland leben verstreut über das gesamte Staatsgebiet, hauptsächlich in den Vorstädten. Die meisten Roma leben in Thrakrien, Makedonien und Attika, vor allem in Thrakien leben mehrheitlich muslimische Roma.
Bemerkenswerte Zentren des Roma-Lebens in Athen sind die mittelständische Vorstadt Agia Varvara und das verarmte Ano Liosia. Obwohl eine große Zahl von Roma eine sesshafte und städtische Lebensweise angenommen hat, gibt es in einigen Gebieten immer noch nomadische bzw. halbnomadische Siedlungen. Die Nomaden in den Siedlungen heben sich oft vom Rest der Bevölkerung ab.

## Marginalisierung und Antiziganismus
Die Roma gelten als ärmste einheimische Minderheit Griechenlands. Die Roma werden von der Regierung vernachlässigt und genießen häufig keinen Schulbesuch. Viele Roma sind nicht registriert. Kinderarbeit, Prostitution, Gewalt und Drogenhandel und -konsum sind weit verbreitet und Roma sind überproportional von Polizeigewalt betroffen.
Das schwerwiegendste Problem ist das Wohnungsproblem, da viele Roma in Griechenland immer noch in Zelten auf Grundstücken leben, die ihnen nicht gehören, wodurch sie von Zwangsräumungen bedroht sind. In den letzten zehn Jahren haben diese Themen größere Aufmerksamkeit erhalten, als sich die EU-Kommission eingemischt hat, und einige Roma bekamen soziale Zuschüsse.
Antiziganismus war in Griechenland immer weit verbreitet, egal ob im osmanischen Reich, im Königreich Griechenland oder heute. Es gibt immer wieder Fälle von Gewalt von rechtsextremistischer Seite. Die neofaschistische Goldene Morgenröte wirbt offen mit antiziganistischen Parolen. Doch nicht nur unter Rechtsextremisten und Nationalisten, sondern auch in der Mitte der Bevölkerung gibt es antiziganistische Vorurteile. Nach einer Umfrage vom Pew Research Center haben 72 % der griechischen Befragten ein negatives Bild über Roma (Deutschland: 37 %).
Durch die COVID-19-Pandemie 2020/21 droht sich die Lage der Roma noch weiter zu verschlechtern. Grund sei die schlechte Gesundheitsversorgung, die Wirtschaftskrise und Lockdown-Maßnahmen, die Roma besonders hart treffen, und die Spaltung der Gesellschaft, die zu noch mehr Antiziganismus führt.

## Kultur und Religion
Die meisten Roma gehören dem griechisch-orthodoxen Glauben an, es gibt aber auch sunnitische Muslime und kleinere christliche Gruppen wie die Adventisten.  Die abrahamitischen Religionen spielen für viele Roma traditionell eine geringe Rolle und dienen der Anpassung an die Mehrheitsbevölkerung. Die orthodoxen Roma leben vor allem im Süden und Westen und haben meist griechische Namen, die muslimischen Roma leben eher in Westthrakien nahe der Türkei.
Viele Roma halten an ihren Traditionen fest, die auf die der mittelalterlichen indischen Bevölkerung zurückzuführen sind. Die stark patriarchische Familienstruktur und Reste des Kastensystems sind Überbleibsel der indischen Abstammung. Roma mit höherer Bildung lehnen aber diese Lebensweise ab und leben in kleinen Haushalten nach westlicher Lebensweise. Ein großer Unterschied besteht zwischen (christlichen) Dasikane- und (muslimischen) Xoraxane-Roma in Griechenland. Vor allem die türkischsprachigen muslimischen Roma verleugnen ihre eigentliche Roma-Herkunft und bezeichnen sich selbst als Türken.
Während des Bevölkerungsaustausches mit der Türkei 1923 wurden zu den muslimischen Xoraxane-Roma gehörende Sepečides in die Türkei ausgewiesen.

## Griechische Roma außerhalb Griechenlands
In den letzten Jahren, vor allem nach der Eurokrise, emigrierten einige griechische Roma nach Westeuropa (v. a. Deutschland), um der Armut zu entkommen und Arbeit zu finden.

## Bekannte griechische Roma
- Christos Patsatzoglou (* 1979), griechischer Fußballspieler
- Sotis Volanis (* 1971), Sänger
- Dimitris Limnios (* 1998), Fußballspieler